# Округ Ланкастер (Вирџинија)
Округ Ланкастер (енгл. Lancaster County) је округ у америчкој савезној држави Вирџинија.

## Демографија
По попису из 2010. године број становника је 11.391, што је 176 (-1,5%) становника мање него 2000. године.
| Група             | 2000.         | 2010.         |
| Белци             | 8.055 (69,6%) | 7.925 (69,6%) |
| Афроамериканци    | 3.340 (28,9%) | 3.184 (28,0%) |
| Азијати           | 39 (0,3%)     | 65 (0,6%)     |
| Хиспаноамериканци | 71 (0,6%)     | 118 (1,0%)    |
| Укупно            | 11.567        | 11.391        |